# بینگم لیک (مینه‌سوتا)
بینگم لیک، مینه‌سوتا (به انگلیسی: Bingham Lake, Minnesota) یک شهر در ایالات متحده آمریکا است که در مینه‌سوتا واقع شده‌است.

## خصوصیات
بینگم لیک ۱٫۹۴ کیلومترمربع مساحت و ۱۲۶ نفر جمعیت دارد و ۴۳۳ متر بالاتر از سطح دریا واقع شده‌است.